# Claude Auchinleck

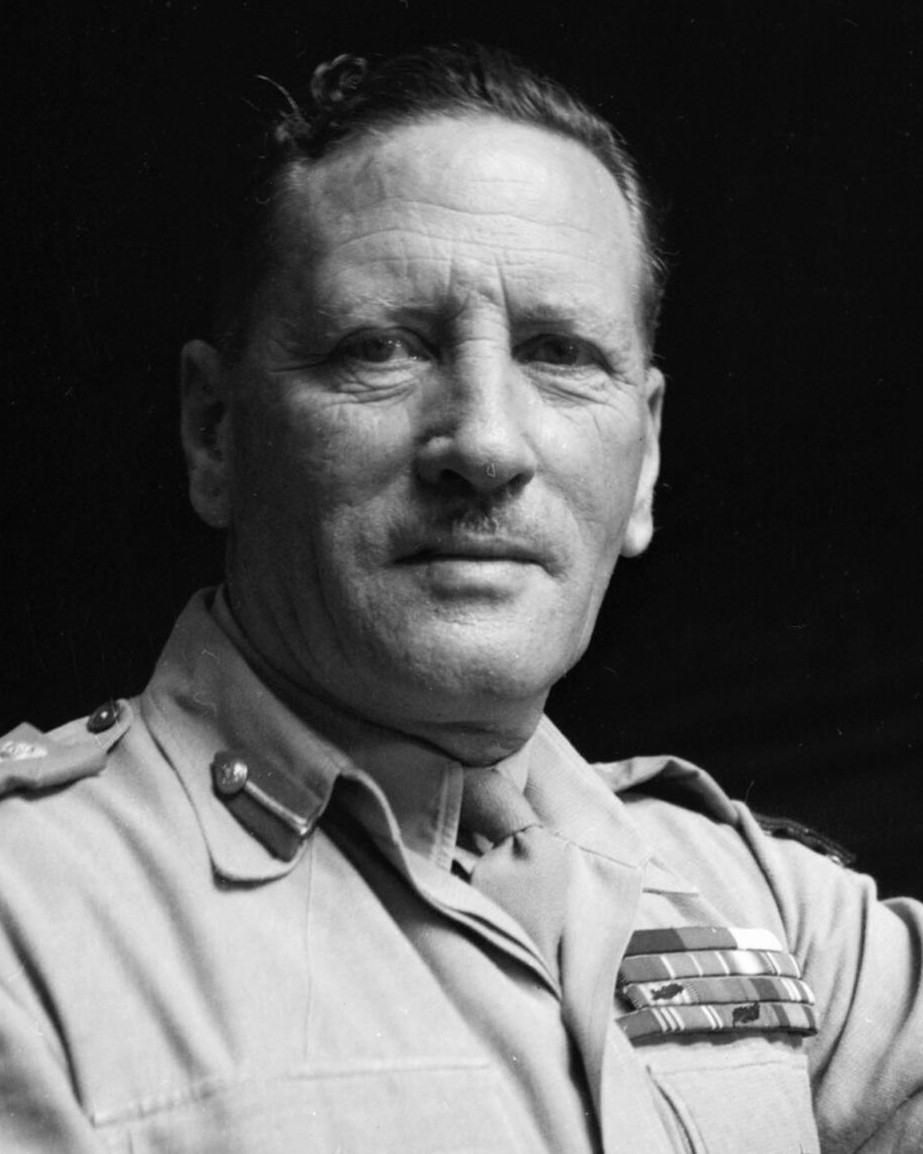
General Sir Claude Auchinleck

Sir Claude John Eyre Auchinleck, GCB, GCIE, CSI, DSO, OBE (* 21. Juni 1884 in Aldershot; † 23. März 1981 in Marrakesch), auch The Auk genannt, war ein britischer Feldmarschall, der während des Zweiten Weltkriegs Kommandos u. a. in Nordafrika und Indien innehatte.

## Leben

### Vor dem Zweiten Weltkrieg
Claude Auchinleck war das älteste von vier Kindern des John Claude Alexander Auchinleck aus dessen Ehe mit Mary Eleanor Eyre. Sein Vater war Colonel bei der Royal Horse Artillery und starb, als Claude acht Jahre alt war. Er wuchs in ärmlichen Verhältnissen auf, war aber durch harte Arbeit und Gelehrsamkeit imstande, Stipendien für gute Schulen zu erhalten und die Königliche Militärakademie Sandhurst zu absolvieren. Er wurde Berufssoldat und trat 1903 als Second Lieutenant in die britisch-indischen Armee ein, bei der er lange diente und wo er Sympathien für das Land und die einfachen Soldaten unter seinem Befehl entwickelte und deren Sprachen erlernte. 1905 stieg er zum Lieutenant und 1912 zum Captain auf. Im Ersten Weltkrieg kämpfte er 1915 bei der Verteidigung des Suezkanals gegen osmanische Truppen und nahm anschließend am Mesopotamienfeldzug teil. Nach Kriegsende wurde er wieder in Indien stationiert.
1921 heiratete er Jessie Stewart, Tochter des Alexander Stewart, Vorstand der Blue Funnel Line. 1927 besuchte er das Royal College of Defence Studies, 1929 wurde er zum Lieutenant-Colonel und 1930 zum Colonel befördert. 1933 wurde er zum temporären Brigadier befördert und befehligte die Niederschlagung von Stammesaufständen der Mohmand und Bajaur. 1935 befehligte er eine erneute Strafexpedition gegen die Mohmand und wurde anschließend zum Major-General befördert.

### Zweiter Weltkrieg
Anlässlich des Zweiten Weltkriegs wurde Auchinleck im Frühjahr 1940 nach Großbritannien zurückbeordert und zum Lieutenant-General befördert. Im Mai 1940 wurde ihm der Befehl über die alliierten Streitkräfte in Norwegen übertragen. Nach dem Fall Norwegens im Juli 1940 wurde er am 19. Juli 1940 Kommandierender General des Southern Command. Am 20. Dezember 1940 wurde er als Knight Grand Commander des Order of the Indian Empire in den persönlichen Adelsstand erhoben und führte fortan das Adelsprädikat „Sir“. Am 26. Dezember 1940 wurde er zum General befördert. Im Januar 1941 wurde er Oberbefehlshaber in Indien.
Nach verschiedenen Erfolgen und Niederlagen der Alliierten und Achsenmächte in Nordafrika wurde Auchinleck im Juli 1941 Nachfolger von Sir Archibald Wavell als Oberbefehlshaber der alliierten Streitkräfte im Nahen Osten. Wavell seinerseits löste Auchinleck als Oberbefehlshaber der Indischen Armee ab.
Auchinleck hatte sein Hauptquartier in Kairo und war für Nordafrika, Persien und den Nahen Osten zuständig. Ihm unterstand die britische 8. Armee, die gegen das Deutsche Afrikakorps und italienische Verbände kämpfte. Diese wurde erst von Sir Alan Cunningham und dann von Sir Neil Ritchie kommandiert. Auf den Anfangserfolg von El Agheila (Januar 1942) folgte eine Niederlage bei Bir Hacheim (Juni 1942), bei der die Achsenmächte von Erwin Rommel befehligt wurden. Auchinleck zog seine Kräfte 400 km nach Ägypten zurück. Die Stadt Tobruk (die für Winston Churchill große politische Bedeutung hatte, für Auchinleck aber keine große militärische) fiel am 21. Juni. Der Vormarsch der Achsenmächte wurde schließlich in der Ersten Schlacht von El Alamein von der britischen 8. Armee, nun unter dem direkten Befehl Auchinlecks, der Ritchie abgesetzt hatte, gestoppt. 

Bernard Montgomery, Archibald Wavell und Claude Auchinleck

Wie sein Gegner Rommel und sein Vorgänger Wavell wurde Auchinleck beschuldigt, sich in politische Angelegenheiten einzumischen, und erhielt zahlreiche einschüchternde Telegramme und Instruktionen vom britischen Premierminister Winston Churchill zum Ende des Jahres 1941 und im Frühling und Sommer 1942. Churchill forderte ständig eine Offensive von Auchinleck, und war aufgrund der militärischen Niederlagen in Ägypten und der Cyrenaica verärgert. Er wollte einen britischen Sieg vor der geplanten alliierten Landung in Nordafrika, Operation Torch, die für den November 1942 vorgesehen war. Auchinleck verlangte am 31. Juli, als die Kräfte der 8. Armee erschöpft waren, ein Ende der offensiven Operationen und das Verstärken der Verteidigung, um sich für eine große Gegenoffensive vorzubereiten. Churchill flog im August 1942 – vorgeblich für Beratungen mit Auchinleck – nach Kairo. Tatsächlich hatte Churchill seine Entschlüsse bereits gefasst, bevor er Großbritannien verließ. Auchinleck wurde durch Churchill im August 1942 seines Amtes enthoben, weil er sich weigerte, eine Großoffensive zu befehlen, bevor er und seine Truppen richtig vorbereitet waren. Er wurde durch General Harold Alexander als Oberbefehlshaber Nahost und durch Lieutenant-General William Gott als Oberbefehlshaber der 8. Armee ersetzt. Gott fiel jedoch, bevor er das Kommando übernehmen konnte, woraufhin General Bernard Montgomery als Befehlshaber der 8. Armee eingesetzt wurde. Montgomery startete die besagte Großoffensive, die zweite Schlacht von El Alamein am 23. Oktober 1942, noch später als es Auchinleck in seiner Zeit als Befehlshaber vorgeschlagen hatte.
Churchill bot Auchinleck den Befehl über die alliierten Streitkräfte in Persien und im Nahen Osten an, Auchinleck lehnte jedoch ab. Stattdessen kehrte er nach Indien zurück, wo er fast ein Jahr unbeschäftigt blieb, bis er 1943 wieder Oberbefehlshaber der Indischen Armee wurde – Wavell war inzwischen zum Generalgouverneur von Indien ernannt worden.
Am 1. Januar 1945 erhielt er als Knight Grand Cross des Order of the Bath eine weitere persönliche Adelswürde.

### Nachkriegszeit
Er wurde am 1. Juni 1946 zum Field Marshal befördert. Im selben Jahr kam es zur Scheidung von seiner Frau Jessie. Seit Anfang 1944 war eine Affäre der Ehefrau mit Richard Peirse Air Chief Marshal der ABDACOM im Militär bekannt. November 1944 wurde Peirse und Jessie Auchinleck nach England geschickt. Beide lebten in England zusammen und heirateten 1947.
Eine ihm angebotene erbliche Peerwürde lehnte er ab, um nicht mit der von ihm für unehrenhaft gehaltenen Politik der Teilung Indiens in Verbindung gebracht zu werden. Nach einer Meinungsverschiedenheit mit Lord Mountbatten, dem letzten Vizekönig von Indien, trat er als Oberbefehlshaber zurück und ging 1947 in den Ruhestand. 1948 kehrte er nach Großbritannien zurück.
Während seines Ruhestandes zog Auchinleck 1967 nach Marrakesch. Er starb dort am 23. März 1981 im Alter von 96 Jahren.